# مرد نامرئی بازمی‌گردد
مرد نامرئی بازمی‌گردد (انگلیسی: The Invisible Man Returns) فیلمی در ژانر ترسناک و علمی–تخیلی به کارگردانی جو می است که در سال ۱۹۴۰ منتشر شد.

## بازیگران
- سدریک هاردویک
- وینسنت پرایس
- نان گری
- سسیل کلاوای
- آلن نیپی‌یر
- جان ساتون
- فورستر هاروی
- بیلی بوان
- جیمی اوبری
- الیس ایروینگ
- فرانک هاگنی
- ادموند مک‌دانلد